# Społeczność Chrześcijan Dnia Sobotniego w Republice Czeskiej
Społeczność Chrześcijan Dnia Sobotniego w Republice Czeskiej (czes. Společenstvi Křesťanů Sobotního Dne) – chrześcijański kościół protestancki podkreślający aktualność biblijnego dekalogu i przestrzegający soboty jako dnia świętego, reprezentant ruchu chrześcijan dnia sobotniego w Republice Czeskiej.

## Doktryna
Społeczność Chrześcijan Dnia Sobotniego w Republice Czeskiej wierzy, że:
- Pismo Święte Starego Testamentu (39 ksiąg) i Nowego Testamentu (27 ksiąg) jest natchnionym przez Boga jedynym źródłem prawdy objawionej.
- Bóg Ojciec jest stworzycielem i władcą wszechświata, bytem najwyższym, ojcem Jezusa Chrystusa.
- Przymiotami władzy Boga Ojca jest: łaska, prawda, sprawiedliwość i miłość.
- Jezus Chrystus jest zrodzonym z Ojca wiecznym Synem Bożym i zbawicielem świata, który swoją śmiercią na krzyżu pojednał ludzi z Bogiem.
- Po zmartwychwstaniu wstąpił na niebiosa, zasiadł po prawicy Boga Ojca Wszechmogącego, skąd przyjdzie powtórnie w chwale, aby wzbudzić z martwych i zabrać do nieba tych, którzy wyznali go swoim Panem i Zbawicielem.
- Duch Święty jest mocą, która od Ojca i Syna pochodzi. Został on zesłany na Kościół czasów apostolskich i pozostanie na Ziemi aż do powtórnego przyjścia Chrystusa, pozostając zastępcą Chrystusa.
- Bóg Ojciec i Jezus Chrystus są obecni w swoim ludzie poprzez Ducha Świętego.
- Zbawienia nie może żaden człowiek uzyskać poprzez własne cnoty, ani właściwe postępowanie. Pochodzi ono wyłącznie z łaski Bożej i staje się udziałem każdego wierzącego. Zostało ono w pełni wykonane i zakończone z chwilą śmierci Chrystusa na krzyżu.
- Wyrazem posłuszeństwa woli Bożej jest zachowywanie biblijnej wersji dziesięciu przykazań Bożych, które są rozwinięciem dwu przykazań miłości.
- Sobota – biblijny siódmy dzień tygodnia – jest ustanowioną przy stworzeniu świata pamiątką, dniem Pańskim, który był zachowywany przez chrześcijan w I wieku i nadal winien być zachowywany.
- Jezus Chrystus pozostawił Kościołowi Bożemu dwa ustanowienia:
  - chrzest wiary udzielany wyłącznie tym, którzy przyjęli Jezusa Chrystusa jako swojego Pana i Zbawiciela, dokonywany przez całkowite zanurzenie w wodzie,
  - Wieczerzę Pańską pod postacią chleba i wina, z poprzedzającym ją obrzędem umywania nóg.

Chrześcijanie Dnia Sobotniego nie uznają nieśmiertelności duszy, wierząc, iż człowiek po śmierci spoczywa w nieświadomości, aż do dnia zmartwychwstania.

## Działalność
Czeskie zbory chrześcijan dnia sobotniego spotykają się na nabożeństwie w dniu sobotnim, na które składają się pieśni, modlitwy, studiowanie Biblii w szkole sobotniej na podstawie wspólnego podręcznika oraz kazanie. Kościół prowadzi także Korespondencyjny Kurs Biblijny. Społeczność Chrześcijan Dnia Sobotniego w Republice Czeskiej utrzymuje dobre stosunki z polskim Kościołem Chrześcijan Dnia Sobotniego i chrześcijanami dnia sobotniego w innych krajach. Nie jest jednak członkiem Federacji Kościołów Chrześcijan Dnia Sobotniego.